# 熊野神社 (新宿区)
熊野神社（くまのじんじゃ）は、東京都新宿区西新宿二丁目にある神社。新宿総鎮守。十二社熊野神社（じゅうにそうくまのじんじゃ）、新宿熊野神社（しんじゅくくまのじんじゃ）とも称される。

## 由緒
当神社は中野長者と呼ばれた室町時代の紀州出身の商人・鈴木九郎によって応永年間（1394年 - 1428年）に創建されたものと伝えられている。鈴木九郎は代々熊野神社の神官を務めた鈴木氏の末裔で、多摩郡中野郷と神田川を挟んだ豊島郡角筈村一帯の土地を開拓して財を成し、人々から「中野長者」と呼ばれていた（鈴木九郎も参照）。創建年は一説には1403年（応永10年）とされ、鈴木九郎が熊野三山の十二所権現すべてを祠ったといわれている。かつて存在した付近の地名「十二社」（じゅうにそう）はこれに因んでいる。この地名は現在でも通り（十二社通り）や温泉（新宿十二社温泉）の名などに見られる。
ただし、異説もあり天文・永禄年間に当地の開拓を行った渡辺興兵衛という人物が祀ったという説もある。
かつては神社境内には大きな滝があり、また隣接して十二社池と呼ばれていた大小ふたつの池があり、江戸時代には付近は江戸近郊の景勝地として知られていた。江戸時代には熊野十二所権現社と呼ばれていた。
明治維新後、櫛御気野大神(くしみけぬのおおかみ）と伊邪那美大神（いざなみのおおかみ）を祭神とし、名を「熊野神社」と改めた。西新宿ならびに新宿駅周辺及び歌舞伎町を含む地域を氏子町としており、新宿の総鎮守として人々から信仰を得ている。

## 文化財

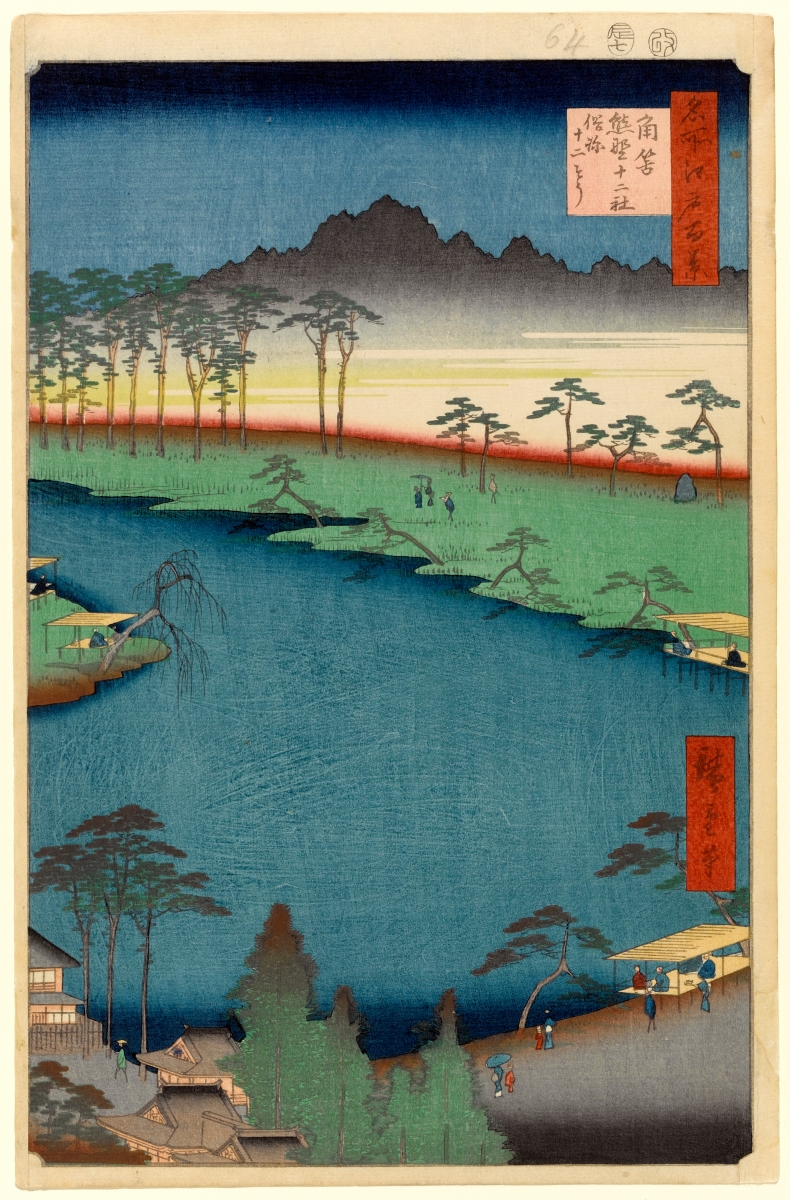
広重「名所江戸百景」に描かれた熊野十二社。十二社池が描かれている

- 十二社の碑 - 新宿区指定史跡
嘉永4年（1851年）に建てられた、十二社を紹介する記念碑。
- 七人役者図絵馬 - 新宿区指定有形文化財（絵画）
安永2年（1773年）に奉納された絵馬。製作者は浮世絵師の一筆斎文調。
- 式三番奉納額 - 新宿区指定有形文化財（歴史資料）
宝暦14年（1764年）作と弘化4年作（1847年）の二つ。江戸三座のうち、市村座における式三番の模様を描いた奉納額。
- 水鉢 - 新宿区指定有形文化財（工芸品）
文政3年（1820年）に奉納された水鉢。狂歌師、大田南畝の書による銘文あり。

## 祭事
- 1月1日 - 歳旦祭
- 2月3日 - 節分祭追難式
- 5月 - 稲荷・弁天祭
- 6月30日 - 夏越の大祓式
- 9月 - 例大祭（3年毎に本祭）
- 11月の酉の日 - 酉の市
- 12月31日 - 年越しの大祓式

## 氏子地域
- 新宿区西新宿一丁目 - 五丁目（各全域）、六丁目11～26
- 新宿区歌舞伎町一丁目（1番＝新宿ゴールデン街一帯を除く）
- 新宿区新宿三丁目（15・17番の各一部、18番から29番、31番の一部、33番から38番…旧角筈一丁目）

## 交通アクセス
- 都営地下鉄大江戸線「都庁前駅」A5出口より徒歩5分, または「西新宿五丁目駅」より徒歩6分
- 東京メトロ丸ノ内線「西新宿駅」より徒歩9分
- 新宿駅西口より徒歩15分
- 京王バス[9]「十二社池の下」停留所下車すぐ

## 周辺施設など
- 新宿中央公園 - 神社の東側に接している。
- 警視庁新宿警察署熊野神社前交番 - 神社の後にある。
- 東放学園アトリエクマノ - 神社の北西にある。
- 十二社通り - 神社の西側の通り。
- 都営地下鉄大江戸線 - 神社の敷地の地下を通っている。

## ギャラリー

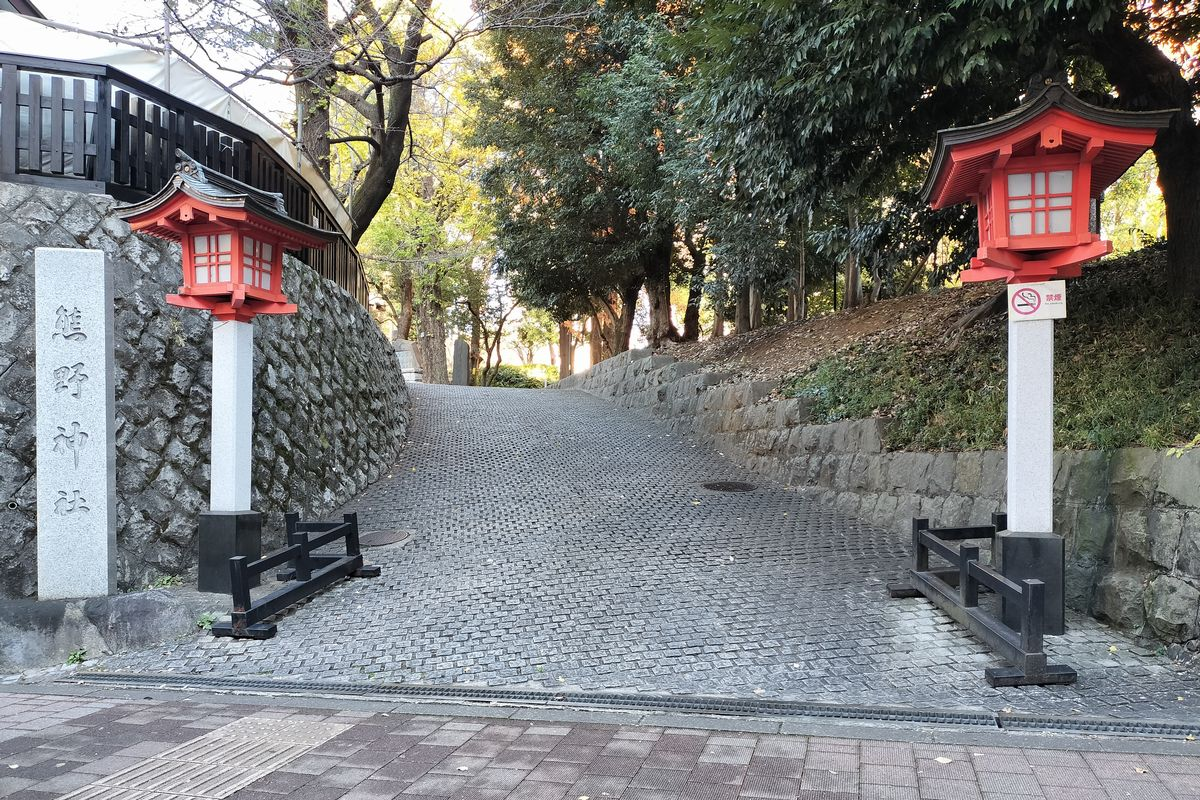
入口（2023年12月）
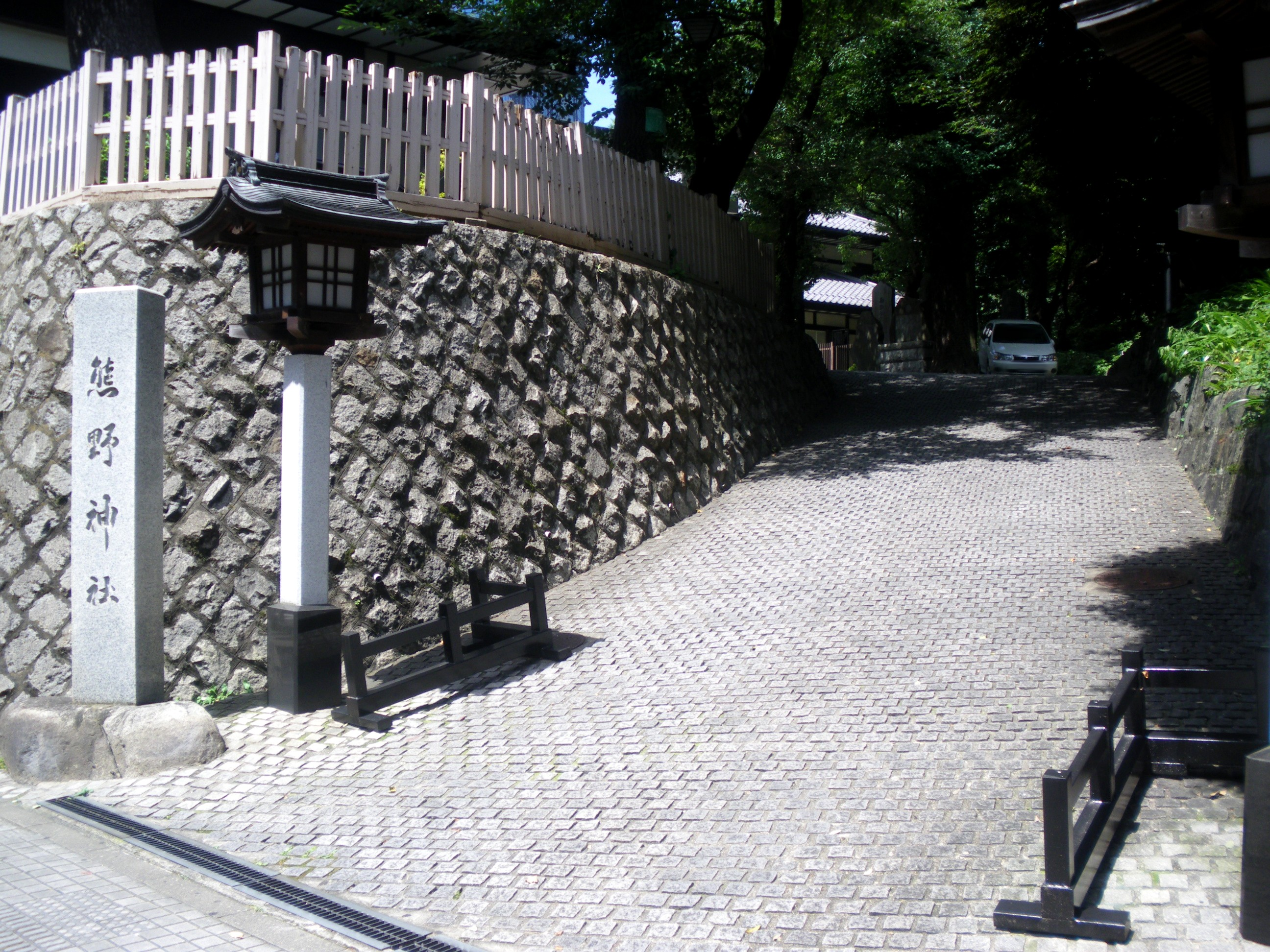
入口（2009年7月）
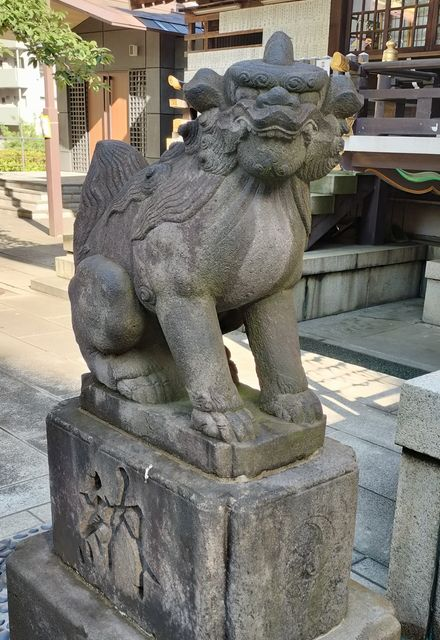
狛犬・左（吽形）
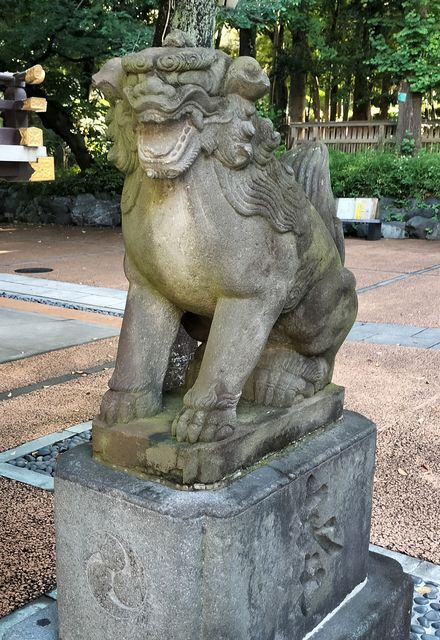
狛犬・右（阿形）
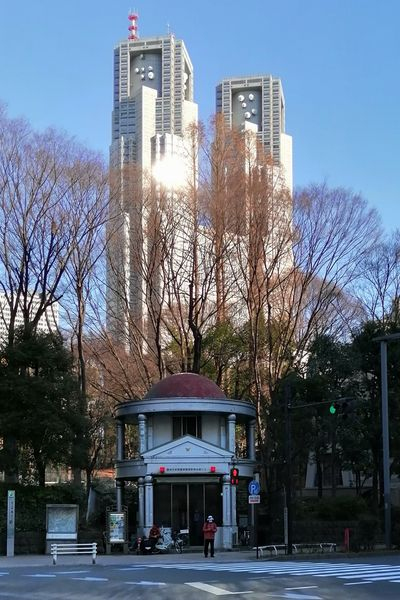
熊野神社前交番
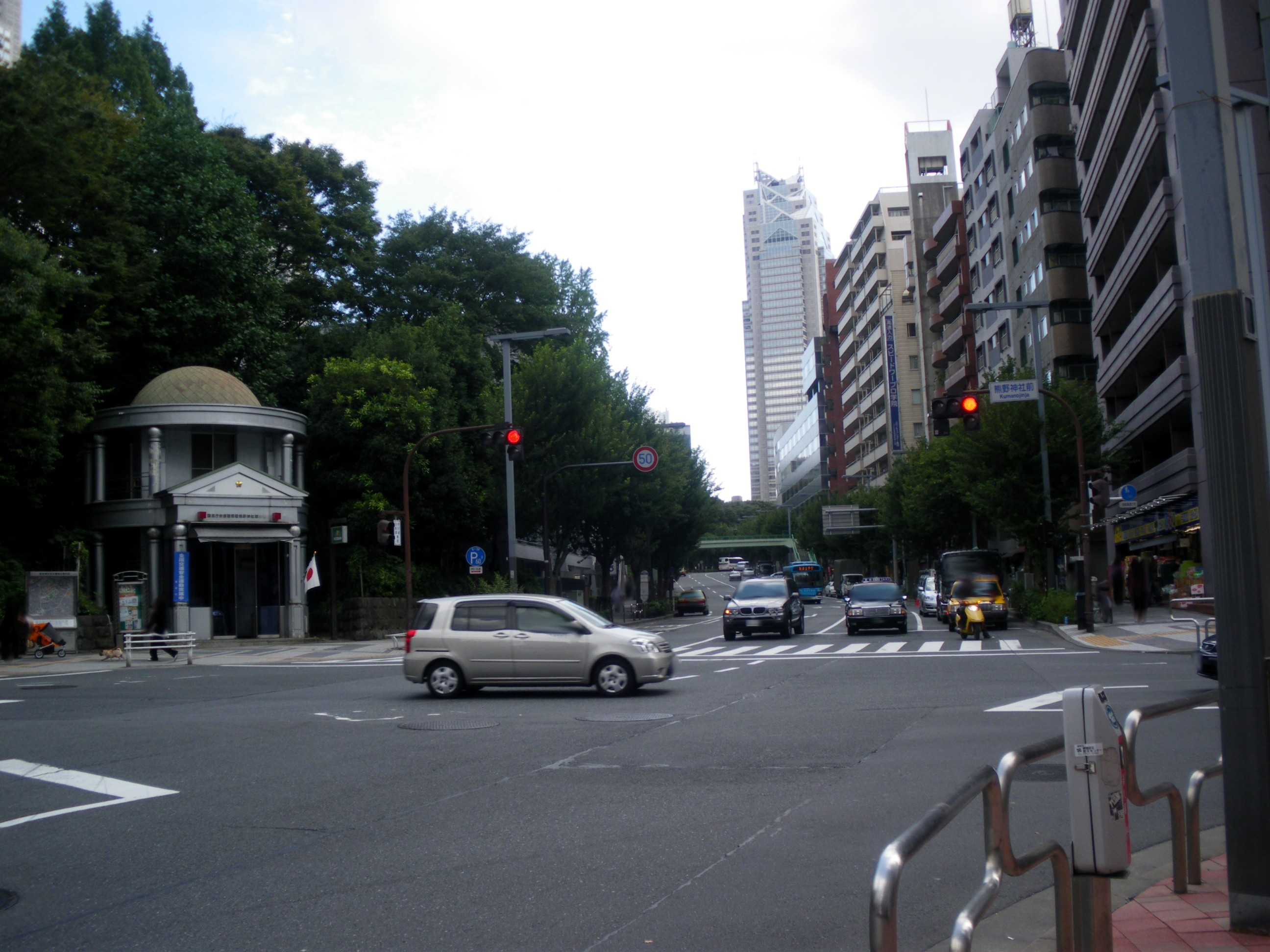
十二社通り・熊野神社前交差点
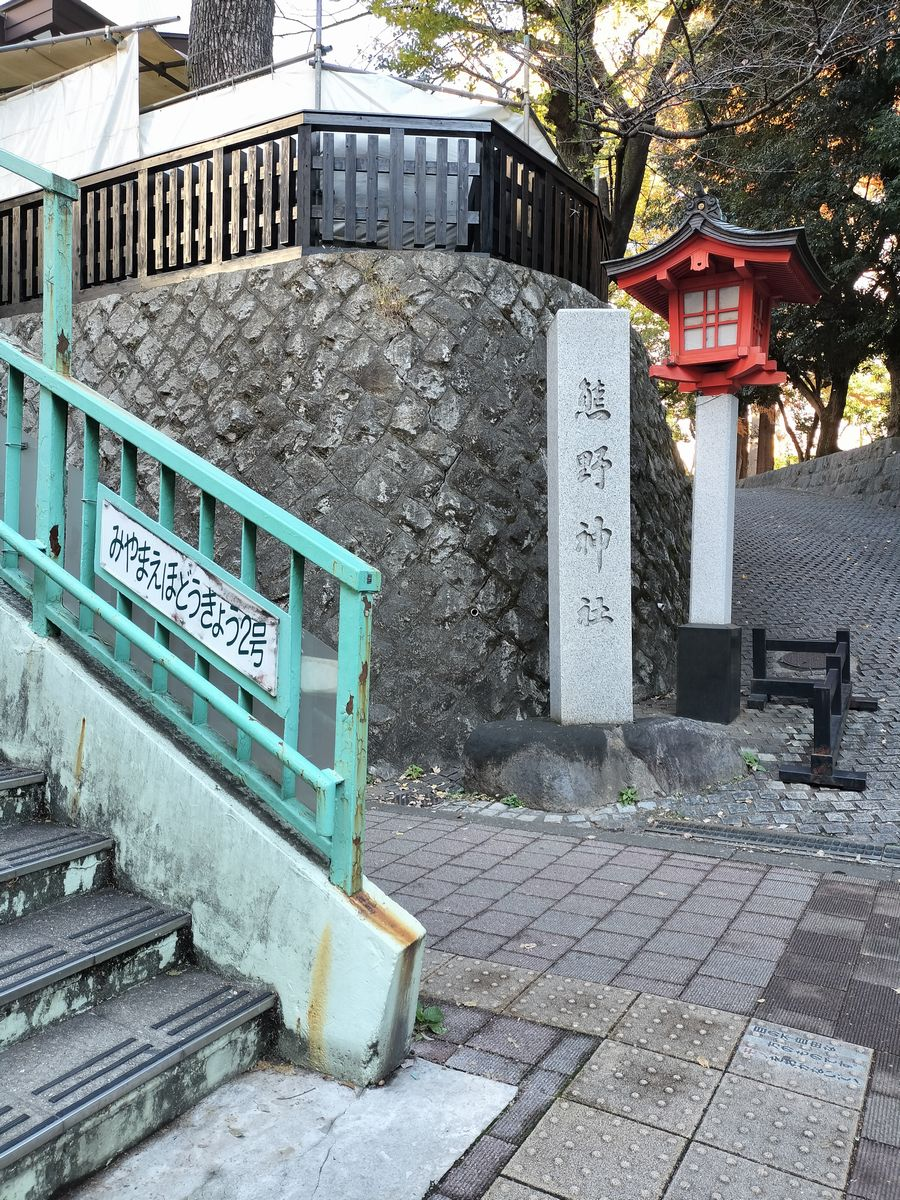
直近にある「宮前歩道橋2号」

## 参考資料
参考文献
- 新宿歴史博物館編集『新宿文化財ガイド（改訂版）』(財)新宿区生涯学習財団 2007年
- “熊野神社【十二社熊野神社】”.   東京都神社庁. 2020年7月16日閲覧。

公式発行物
- 新宿ミニ博物館 『十二社 熊野神社の文化財』 （B4三つ折リーフレット）

## 関連文献
- 「角筈村 熊野社」『新編武蔵風土記稿』 巻ノ11豊島郡ノ3、内務省地理局、1884年6月。NDLJP:763977/9。
- 斎藤長秋 編「巻之四 天璣之部 十二所権現社」『江戸名所図会』 2巻、有朋堂書店〈有朋堂文庫〉、1927年、482-485,488頁。NDLJP:1174144/246。